# Logie Bridge
Die Logie Bridge ist eine Straßenbrücke nahe dem schottischen Weiler Ferness in der Council Area Highland. 1971 wurde die Brücke in die schottischen Denkmallisten in der höchsten Denkmalkategorie A aufgenommen.

## Geschichte
Die Logie Bridge entstand im Zuge des Programms zur infrastrukturellen Erschließung der Highlands durch die Highland Roads and Bridges Commission. Als leitender Ingenieur zeichnet Thomas Telford für die Planung der Logie Bridge verantwortlich. Ihr Bau wurde zwischen 1814 und 1816 durch George Burn ausgeführt. Im Frühjahr das Jahres 1829 traten bei Hochwasserereignissen vielerorts Flüsse über die Ufer. Insbesondere Treibholz beschädigte oder zerstörte hierbei zahlreiche Brücken. An der Logie Bridge stieg der Pegel bei diesem Ereignis auf 8,2 Meter über den Normalstand. Berichtet wird von einer Esche mit einem Stammumfang von etwa 3,7 Metern, die sich an der Brücke zunächst bis zu einer Höhe von mehr als zwölf Metern aufrichtete und nach mehreren Minuten rauschend von dem Strudel unterhalb des zentralen Bogens mitgerissen wurde und die Brücke passierte. Hierbei entstanden lediglich moderate Schäden an der Südflanke in Höhe von etwa 100 £.

## Beschreibung
Die Logie Bridge befindet sich rund einen Kilometer nordwestlich des Weilers Ferness nahe dem Ardclach Bell Tower und der Ardclach Parish Church in einer dünn besiedelten Region der Highlands. Sie führt die A939 (Nairn–Bridge of Gairn) über den Findhorn. Sie weist stilistische Parallelen zur Potarch Bridge sowie zur Bridge of Alford in Aberdeenshire auf, die ebenfalls von Telford geplant wurden.
Der Mauerwerksviadukt überspannt den Findhorn mit drei ausgemauerten Segmentbögen, von denen der zentrale Bogen eine Spanne von 16,8 Metern aufweist, während die flankierenden Bögen lediglich Spannen von jeweils 11 Metern besitzen. Sein Mauerwerk besteht aus behauenem Granitbruch. Die Pfeiler der Logie Bridge sind mit spitzen Eisbrechern ausgeführt. Unterhalb der Brüstungen ziert ein Band das Mauerwerk horizontal. Die Brüstungen fächern zu beiden Seiten leicht auf.